# 幻方常數
幻方常數或幻方和是指一個幻方中任一行、任一列或對角線的和。例如以下的三階幻方的幻方常數是15。
「幻方常數」或「幻方和」一詞也可以延伸到幻星或幻立方中。

## 幻方的幻方常數
若一n階幻方是由1到n2的整數組成，則其幻方常數只和n有關，其數值為
{\displaystyle M_{2}(n)={\frac {n(n^{2}+1)}{2}}.}
以下是整數1到k的和
{\displaystyle 1+2+...+k={\frac {k(k+1)}{2}}}
若要計算幻方中所有數字的和，令 k = n2，因此和為 n2(n2+1)/2，因為幻方共有n列，每列的和相同，和除以n就是幻方常數。
以下是n為3,4,5……時，由整數1到n2組成n階幻方的幻方常數（OEIS數列A006003）:
15, 34, 65, 111, 175, 260, 369, 505, 671, 870, …

## 幻立方的幻方常數
一個由1到n3的整數組成的幻立方，其幻方常數如下所示（OEIS數列A027441）：
{\displaystyle M_{3}(n)={\frac {n(n^{3}+1)}{2}}.}

## 幻超正方體的幻方常數
在四維空間中，一個由1到n3的整數組成的幻超正方體，其幻方常數為
{\displaystyle M_{4}(n)={\frac {n(n^{4}+1)}{2}}.}
若一個d維n階的幻超立方體，由一個由1到nd的整數組成，其幻方常數可表示為
{\displaystyle M_{d}(n)={\frac {n(n^{d}+1)}{2}}.}

## 幻星的幻方常數
若一個有n個角的幻星，由一個由1到2n的整數組成，其幻方常數可表示為
M = 4n + 2.